# Iztacuhquicintéotl
Iztacuhquicintéotl o Iztaccintéotl (del náhuatl: iztacuhquicinteotl ‘dios del maíz blanco’‘iztac, blanco; cintli, maíz; teotl, dios’) en la mitología mexica, es el dios de las mieses blancas o del maíz blanco, siendo éste uno de los cuatro dioses del maíz con los siguientes colores determinantes con el blanco, con el amarillo, con el rojo y finalmente con el negro o prieto con el nombre colectivo de los Cinteteo, que se ven formando una procesión en el Códice Borbónico.